# Dorret Boomsma

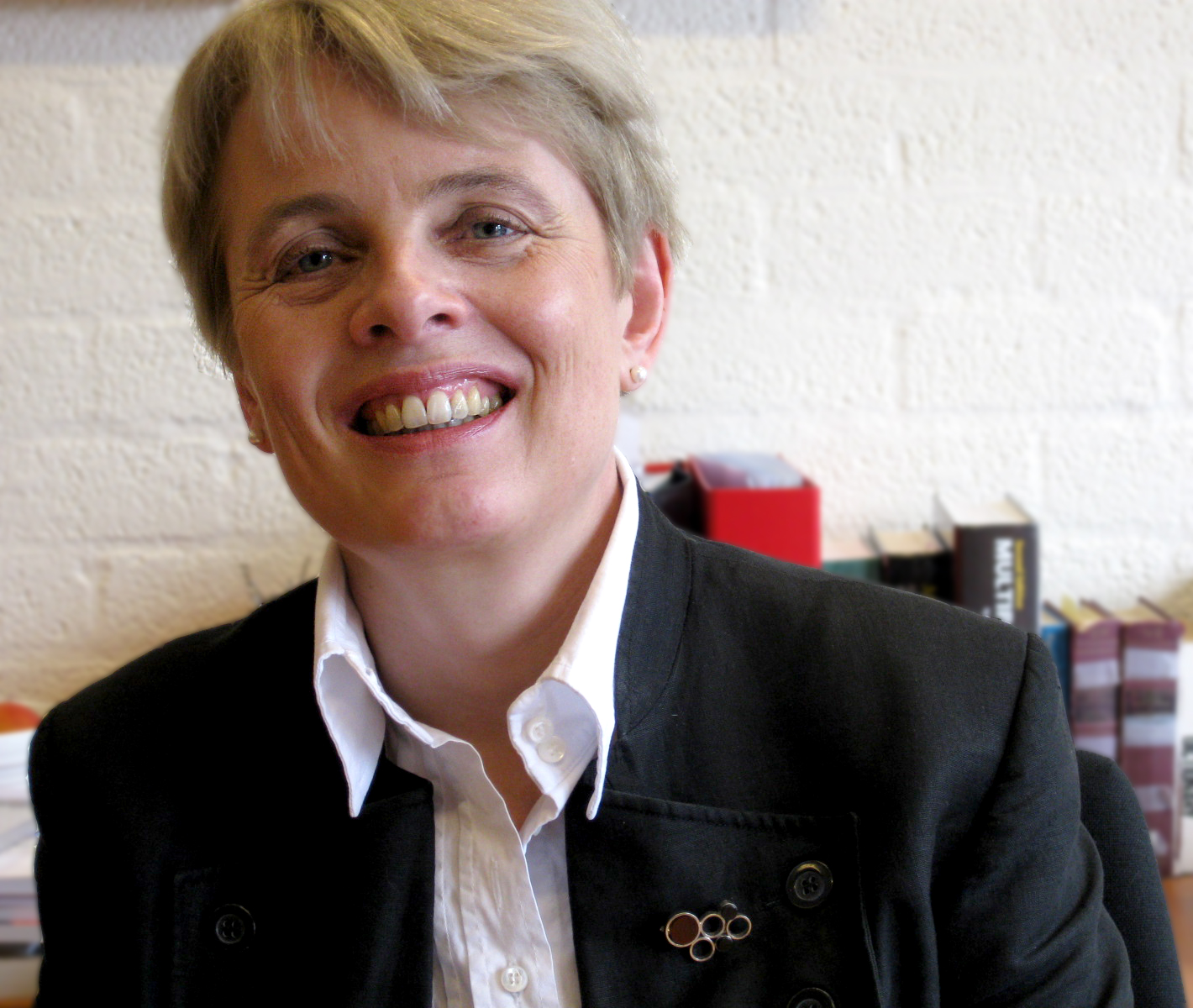
Dorret Boosma

Dorret Boomsma (* 18. November 1957 in Huizen) ist eine niederländische Psychologin, bekannt für Zwillingsforschung.

## Leben
Boomsma erhielt 1983 ihren Diplomabschluss als Psychologin an der Freien Universität Amsterdam und im selben Jahr ihren Master-Abschluss an der University of Colorado. 1992 wurde sie an der Freien Universität Amsterdam promoviert. 1998 erhielt sie dort eine volle Professur für biologische Psychologie. 2014 wurde sie Akademie-Professorin.
Sie und ihr Vorgänger Orlebeke bauten eine Datenbank von 30.000 Zwillingspaaren in den Niederlanden auf und sie nutzte diese zu genetischen und psychologischen Studien. Beispielsweise untersuchte sie die Rolle genetischer und Umweltfaktoren beim Intelligenzquotienten (der relativ spät nach den ersten Schuljahren ansteigt) und Persönlichkeitsmerkmalen wie Hang zur Depression, Ängstlichkeit oder Hyperaktivität (die sich im Gegensatz zur Intelligenz relativ früh ausprägen). Sie untersuchte in gleicher Weise die Ausbildung von Suchtneigungen (Alkohol, Tabak), die Anteile genetischer und Umwelt-Faktoren bei verhaltensrelevanten Komponenten des EEG und bei kardiovaskulären Risiken. Boosma trug auch zur Weiterentwicklung statistischer Methoden bei.
2001 erhielt sie den Spinoza-Preis. 2008 erhielt sie einen ERC Advanced Grant. Sie ist Mitglied der Königlich Niederländischen Akademie der Wissenschaften. 2012 wurde sie zum ordentlichen Mitglied der Academia Europaea gewählt. Ebenfalls 2012 erhielt sie für ihre Zwillingsforschung eine Finanzierung in Höhe von 27,6 Millionen Euro von der niederländischen Forschungsorganisation NWO.

## Schriften
- mit Andreas Busjahn und Leena Peltonen: Classical twin studies and beyond. Nature Reviews Genetics, Band 3, 2002; 872–882
- Hrsg.: Tweelingonderzoek: wat meerlingen vertellen over de mens, VU 2008